# Mario Conti
Mario Joseph Conti (ur. 20 marca 1934 w Elgin, zm. 8 listopada 2022 w Glasgow) – brytyjski duchowny rzymskokatolicki, w latach 2002–2012 arcybiskup metropolita Glasgow, wcześniej wieloletni biskup Aberdeen (1977-2002). 

## Życiorys
Pochodzi z rodziny włoskich imigrantów osiadłych w Szkocji. Święcenia kapłańskie przyjął 26 października 1958, a udzielił ich mu Luigi Traglia, ówczesny biskup pomocniczy diecezji rzymskiej, późniejszy kardynał. Następnie został inkardynowany do diecezji Aberdeen. 28 lutego 1977 papież Paweł VI mianował go biskupem tej diecezji, sakry udzielił mu 3 maja 1977 kardynał Gordon Joseph Gray, ówczesny arcybiskup metropolita Saint Andrews i Edynburga. 15 stycznia 2002 papież Jan Paweł II przeniósł go na stanowisko arcybiskupa metropolity Glasgow. 
24 lipca 2012 papież Benedykt XVI przyjął jego rezygnację z funkcji arcybiskupa metropolity Glasgow.